# Schule 1 Weißwasser
Der Gebäudekomplex der Schule 1 Weißwasser in Weißwasser/Oberlausitz beherbergt seit 1992 die Pestalozzi-Grundschule Weißwasser und steht unter Denkmalschutz. Von 1992 bis 2005 war hier auch die 1. Mittelschule (Pestalozzischule) Weißwasser ansässig. Diese hieß vor 1940 Evangelische Gemeindeschule Alt-Weißwasser, 1949 Evangelische Oberschule Alt-Weißwasser und bis 1992 POS Alt-Weißwasser.

## Geschichte

Schule zu Weißwasser (älteste bildliche Darstellung des Dorfes Weißwasser).

Am 24. Januar 1772 wurde in Weißwasser die erste Schule gegründet. 24 Kinder wurden in einem Haus (heute Gasthaus Zur Friedenseiche) vom ersten Lehrer Georg Beck unterrichtet. 1817 trat der erste beamtete Lehrer seinen Dienst in der Schule in Weißwasser an. Der Unterricht fand bis zum Jahr 1868 statt. 1867 wurde auf dem jetzigen Schulgrundstück ein Schulhaus gebaut, in dem neben zwei Klassenräumen auch die Wohnung des Kantors und des späteren zweiten Lehrers gab. Mit dem Anstieg der Zahl der schulpflichtigen Kinder entstanden im Ortsteil am Bahnhof weitere Schulgebäude und auch im alten Dorf wurde 1901 das Gebäude erweitert und eine Wohnung für den Schulleiter und die vierte Lehrkraft geschaffen. 200 Kinder konnten in vier Klassenräumen unterrichtet werden. Die wachsende Einwohnerzahl der Stadt Weißwasser machte bald einen Schulneubau notwendig. Heinrich Kühlmann, der damalige Schulleiter, machte sich 1912 für den Schulneubau in Weißwasser stark.
Am 6. November 1912 wurde die Gemeindeschule 1 in Alt-Weißwasser eingeweiht. Der Bau der Schule hatte rund 150.000 Mark gekostet. Es konnten nun 750 Kinder in 14 Klassen von 12 Lehrern unterrichtet werden. Die Schule wurde zum Wahrzeichen der Stadt und der Region.
Nach der Wende wurde die Schule für über 4,9 Millionen DM renoviert und rekonstruiert. Am 28. Oktober 1992 wurde ihr nach einer umfangreichen Modernisierung und einem Anbau für die jetzige 1. Grundschule der Name Pestalozzischule verliehen. Da die Einwohnerzahl in Weißwasser 2002 um über die Hälfte gesunken war, benötigte Weißwasser statt drei Schulen aber nur zwei. Die 1. Mittelschule wurde 2005 geschlossen und die 1. Grundschule blieb im Anbau ansässig.
Im Jahr 2009 beschloss der Stadtrat einen Turnhallenneubau auf dem Gelände und eine Renovierung der Schule. Seit dem Schuljahr 2010 ist im gesamten Gebäudekomplex die Pestalozzi-Grundschule Weißwasser beheimatet. 
Zudem gibt es einen Hort, welcher Kinder von der ersten bis vierten Klasse in verschiedenen Gruppen betreut.
Am 4. und 5. August 2012 initiierten Ehemalige zum 100-jährigen Bestehen des Gebäudes das größte Schultreffen Deutschlands mit über 1.200 ehemaligen Schülern, Lehrer und Besuchern. 